# Antônio de Sampaio
Antônio de Sampaio   (Tamboril, 24 de maig de 1810 - Buenos Aires, 6 de juliol de 1866) va ser un militar brasiler, heroi de la Guerra de la Triple Aliança. Considerat un dels majors militars de la història de l'Imperi, va participar de moltes de les principals guerres protagonitzades per l'Exèrcit brasiler al llarg del segle xix. Va morir a bord del buc Eponina, a causa de les tres ferides rebudes en la batalla de Tuiuti el dia 24 de maig de 1866. Per la seva valentia en combat, va ser nomenat patró de l'arma d'Infanteria en el Brasil.

## Biografia
Va néixer en la Fazenda Vitor, a Tamboril, a 288 quilòmetres de Fortaleza. Fill d'Antônio Ferreira de Sampaio, ferrer, i d'Antônia Xavier de Araújo. Als 20 anys d'edat, el dia 17 de juliol de 1830, es va allistar com a voluntari en les files del llavors 22.º Batalló de Caçadors, amb seu a Fortaleza. Va assolir tots els rangs de la carrera militar per mèrit: alferes segon (20 de maig de 1839), alferes primer (2 de setembre de 1839), tinent (2 de desembre de 1839), capità (8 de setembre de 1843), major (29 de juliol de 1852), tinent coronel (2 de desembre de 1855) –lloc en el qual va comandar el Cos Policial de la Cort, l'actual Policia Militar de l'Estat de Rio de Janeiro–, coronel (2 de desembre de 1861), i General de brigada (brigadeiro, 18 de febrer de 1865).
El seu fill, Olegário Antônio de Sampaio, va arribar també al rang de general de brigada d'infanteria i va tenir una actuació destacada en la repressió a la Revolta de l'Armada (1893) i en la Guerra de Canudos (1897). El seu net, Antônio Paiva de Sampaio, també va seguir la carrera militar, actuant en diversos conflictes en la primera meitat del segle xx, com en la Revolució de 1924 i en la Revolució de 1932. Alguns descendents encara resideixen en la seva ciutat natal.

## Batalles

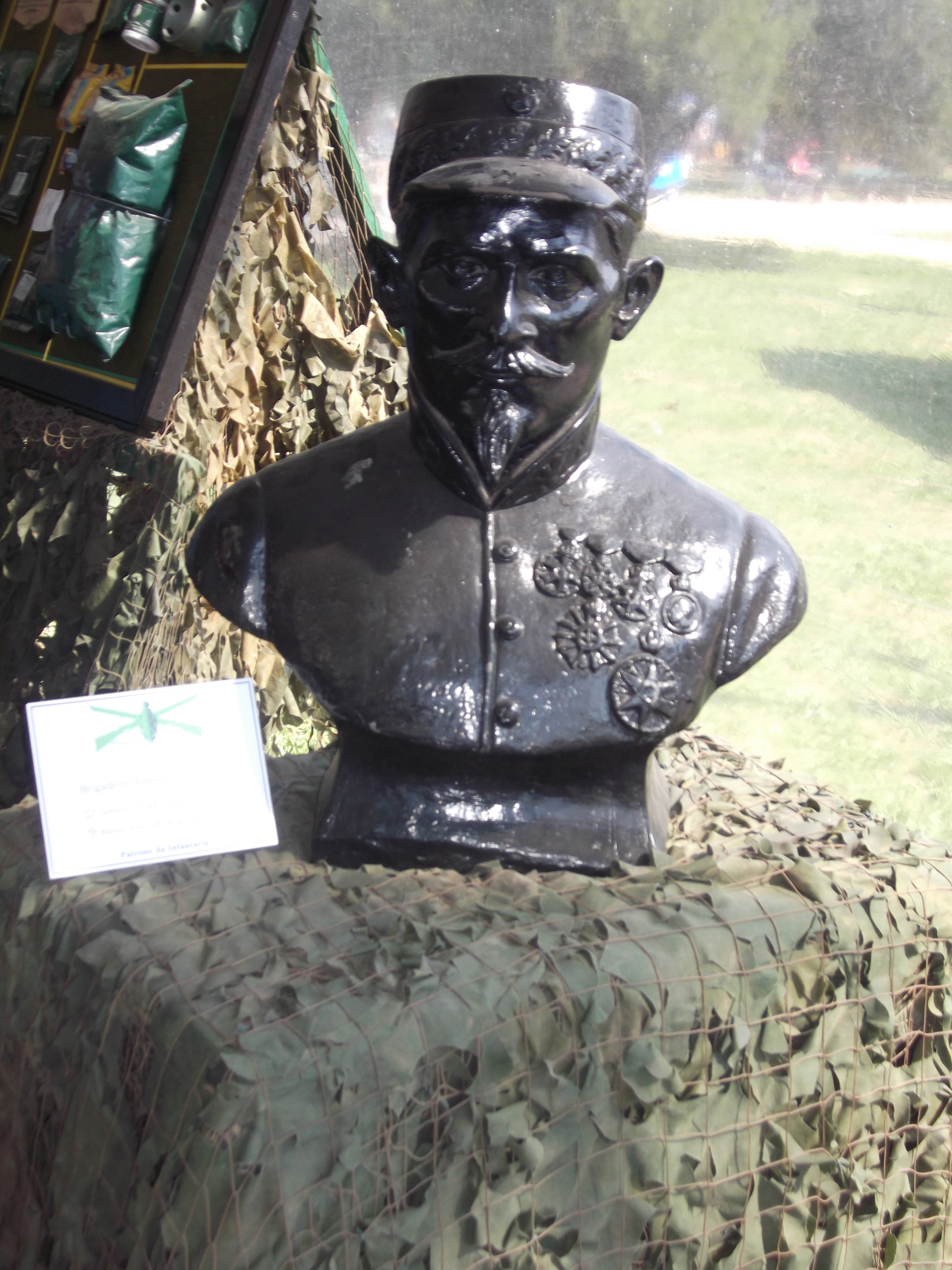
Bust d'Antônio de Sampaio.

Es va destacar en la majoria de les campanyes militars del Període Regencial i del Segon Regnat. Va rebre el seu baptisme de foc el 4 d'abril de 1832, quan controlava les protestes contra l'abdicació de Pere I i va formar part de les tropes que van apaivagar les revoltes internes de Cabanagem (fins al 1840), la Balaiada (fins al 1841), la guerra dels Farrapos (fins al 1845) i la Praieira (fins al 1850).
També va participar en els conflictes internacionals en les que el Brasil va involucrar-se: la guerra de la Plata de 1852, destacant en la batalla de Caseros; la guerra d'Uruguai de 1864 (sent peça clau en la presa de Paysandú i en el setge i conquesta de Montevideo); i, el mateix any, en la guerra de la Triple Aliança contra el Paraguai.

### Guerra de la Tríplice Aliança
Al capdavant de la 3a Divisió de l'Exèrcit Imperial, la Cuirassada, va lluitar en les operacions de transposició del riu Paranà, en la Batalla de la Confluència i en la Batalla d'Estero Bellaco.
En la batalla de Tuiuti (24 de maig de 1866, irònicament la data del seu aniversari), considerada la major batalla campal mai travada en Amèrica del Sud, Sampaio va rebre tres ferides greus, per l'esclat d'una granada, que va gangrenan-li la coxa dreta, a més d'altres dues ferides menors en l'esquena. Evacuat del camp de batalla, va morir a bord del vapor Eponina, que el traslladava a Buenos Aires.
Va rebre sepultura en aquella ciutat, el 8 de juliol de 1866, però les seves restes mortals van ser repatriades el 1869. Després d'un segle i escaig de trasllats, Sampaio descansa en un panteó aixecat al Fort de Nostra Senyora de l'Assumpció (Fortaleza), la seu del comandament de la 10a Regió Militar i on el cearense va rebre la seva primera instrucció militar.

## Condecoracions i homenatges

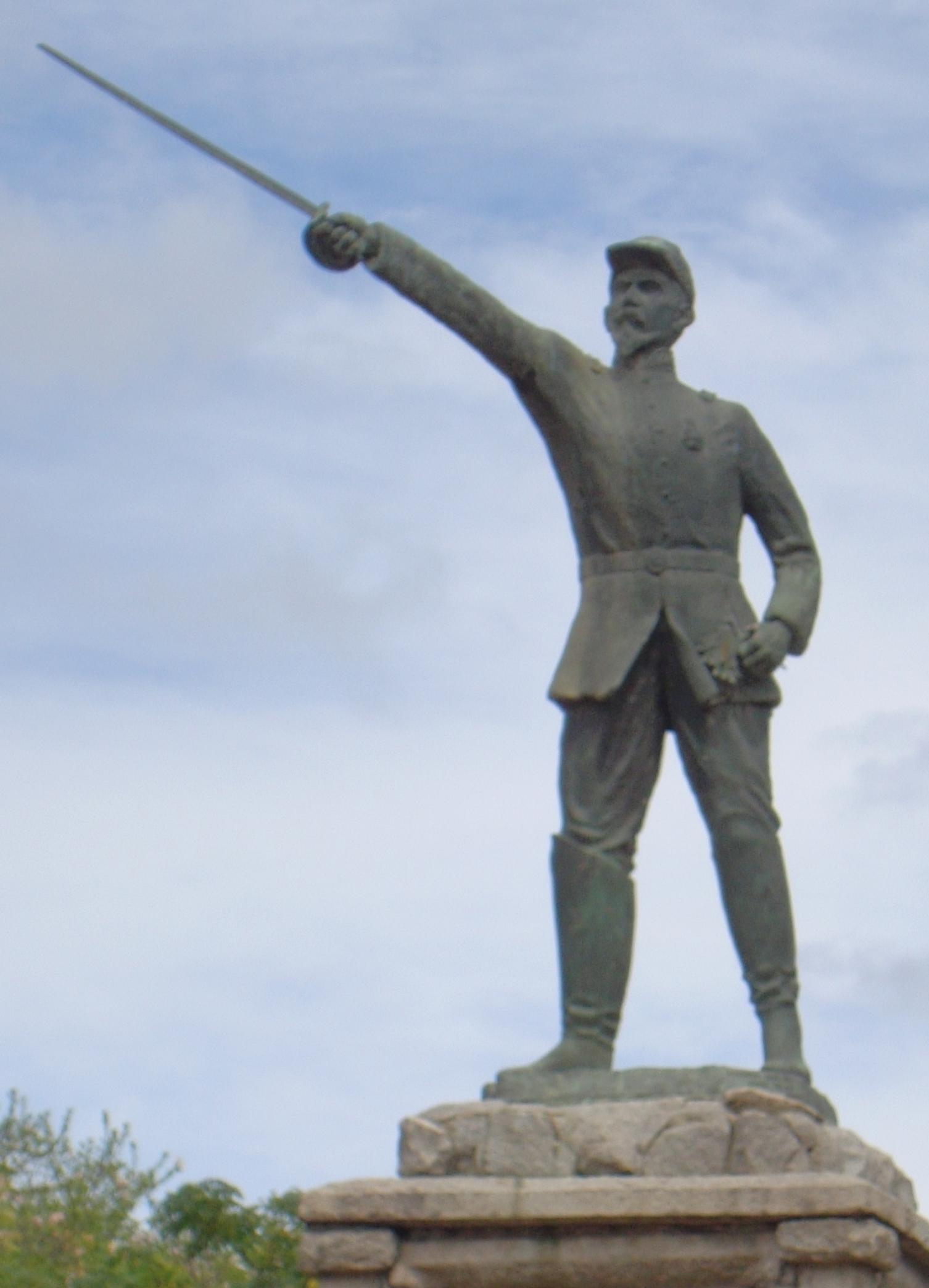
Estàtua del militar en la Plaça Brigadeiro Sampaio de Porto Alegre.

- Va ser condecorat per sis vegades, en el període de 1852 a 1865, per l'emperador Dom Pedro II. També va rebre la comenda de la Imperial Ordre de la Rosa.[6]
- Coincidint la participació del Brasil en la Segona Guerra Mundial, el president Getúlio Vargas va instituir la medalla Sang del Brasil, destinada a condecorar els ferits en acció. La medalla mostrava tres estrelles vermelles, en record de les ferides mortals rebudes pel brigadier a Tuiuti.[7]
- Va ser consagrat Patró de l'Arma d'Infanteria de l'Exèrcit Brasiler el 1962.[1]
- Per la llei 11.932, del 24 d'abril de 2009, el seu nom va ser inscrit en el Llibre d'Acer del Panteão de la Pàtria i de la Llibertat Tancredo Neves, rebent, oficialment, l'estatus d'Heroi Nacional.[8]